# Tisvilde Hegn
Tisvilde Hegn är ett danskt naturområde i Region Hovedstaden på Nordsjälland som sträcker sig längs Kattegatts kust från Tisvildeleje till Asserbo och Liseleje. Tisvilde Hegn ägs av danska staten och i början av 1800-talet inledde man en omfattande plantering av skog i syfte att stoppa sandflykten. Området har sedan 1500-talet drabbats av sandflykt och i början av 1800-talet hade många gårdar övergivits, eftersom jorden inte längre kunde odlas.

## Landskapet
Tisvilde Hegn är en cirka 7,5 kilometer lång kustremsa mellan Tisvilde och Liseleje, som avgränsas av Asserbo, Ramløse och Tibirke. I närheten av Tisvilde Hegn fanns tidigare ett militärt övningsområde på hedlandskapet Melby Overdrev. Andra platser i närheten är Tibirke kyrka, Tibirke Bakker, Holløse Bredning, Ellemosen, samt Asserbo och skogsområdet vid Liseleje. Asserbo slottsruin, Horsekær, Harehøj, Røhls källa, Enebærdalen och Torup ligger inte heller långt från Tisvilde Hegn. Den västra delen av Tisvilde Hegn utgörs av återvunnen havsbotten.

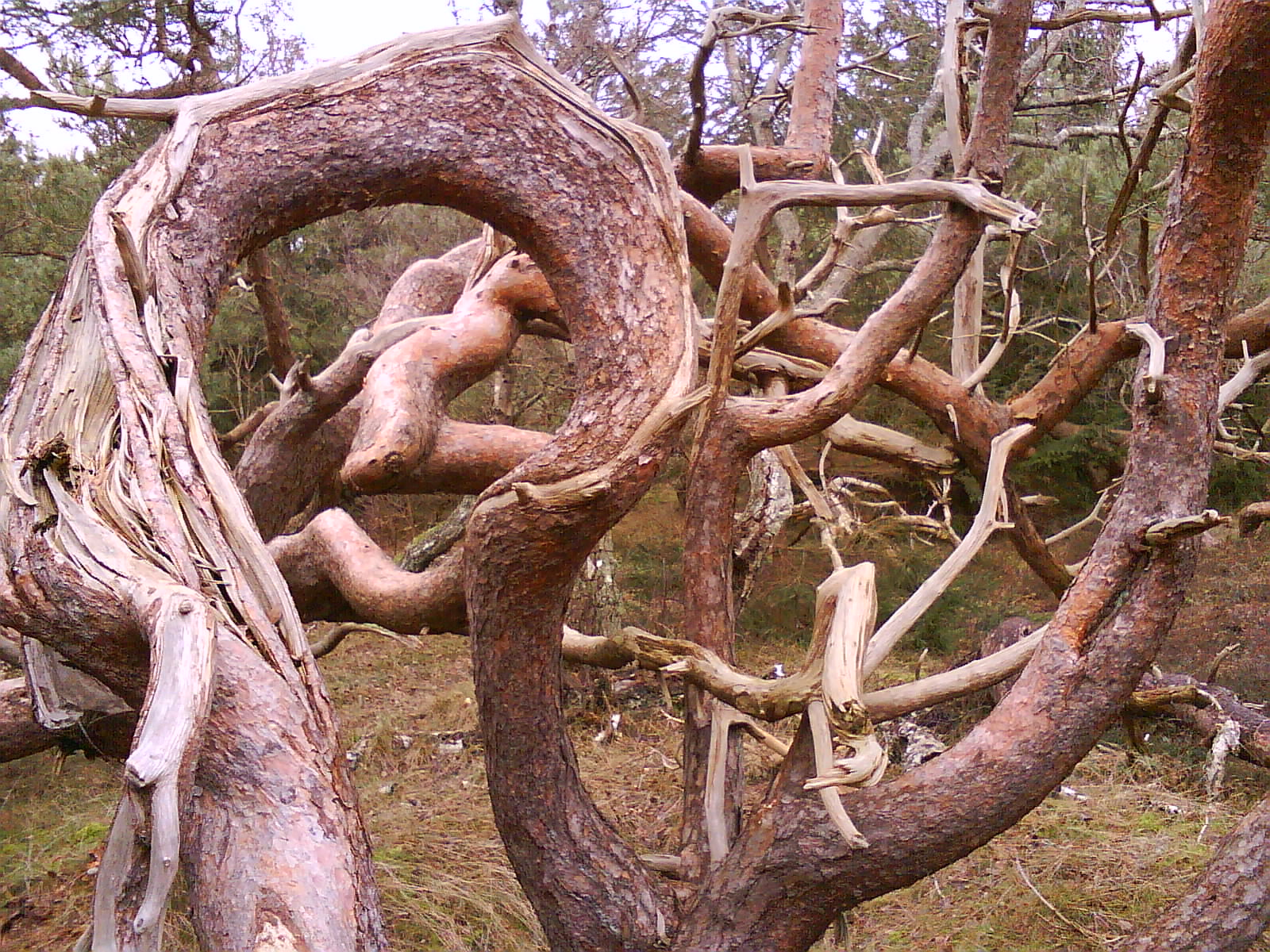
Förkrympta träd i Troldeskoven

## Flora och fauna
Den varierande vegetationen inbjuder till ett varierande djurliv. Här finns ett stort antal reptiler, många insektsarter och ett flertal djur. Flera fåglar som normalt sett inte brukar finnas i de östra delarna av Danmark häckar här, bland andra trädlärkan. Sällsynta arter som spillkråka är också utbredd inom området. År 1976 infördes kronhjort från Dyrehaven; det finns även rådjur.

## Platser

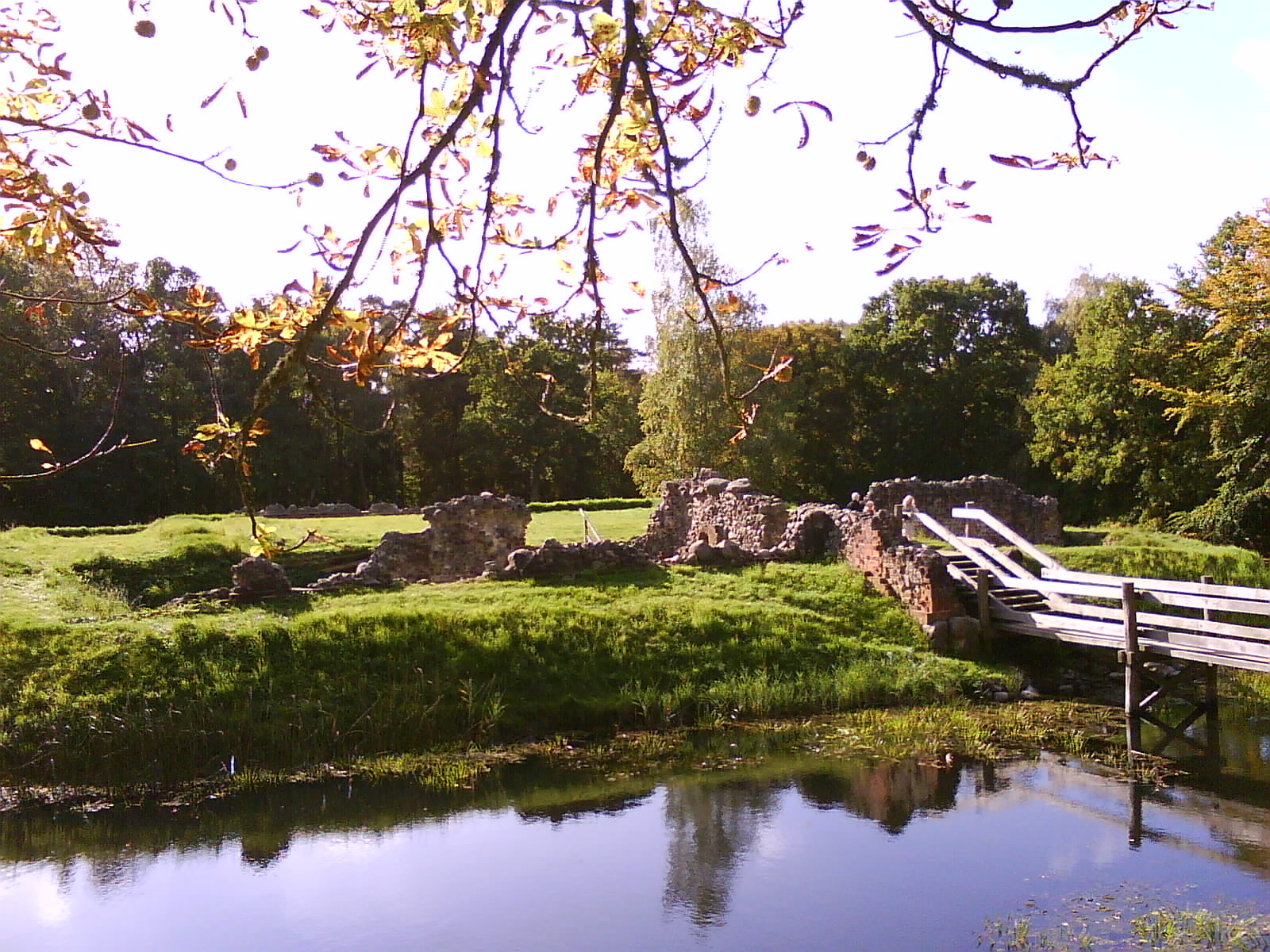
Asserbo slottsruin.

Uppskattningsvis besöks Tisvilde Hegn av över en halv miljon turister årligen. Kuststräckan är en av Nordsjällands mest populära stränder, under vissa sommardagar kan området besökas av över 10 000 turister, främst badgäster. En annan populär plats är Troldeskoven där man kan hitta många gamla tallar, ofta äldre än 100 år. Många av dem är kraftigt förkrympta av vindarna från havet. I skogen ligger också Asserbo slottsruin. Slottet byggdes på samma plats där det tidigare legat ett kloster. Sandflykt och bränder innebar att slottet övergavs. Stenar från murverket återanvändes som lokalt byggnadsmaterial. Mellan Ellemosen och Holløse Bredning, ungefär 500 meter österut, upptäcktes på 1940-talet Oldtidsvejen, en uråldrig väg bestående av en stolpbro, vars ålder uppskattades till omkring 4 800 år, samt en hälften så gammal stenlagd stig.

## Historia
För 4 000 år sedan medförde landhöjningen att nuvarande Arresø blev avskuret från Kattegatt. Österut är den forna klippkusten och de gamla markerna tydligt markerade i terrängen. Fram till omkring 1500-talet fanns spridda bosättningar, men under de följande århundradena förstördes dessa av den omfattande sandflykten. I början av 1700-talet var byn Torup redan helt övergiven, medan Tisvilde och Tibirke hotades av avfolkning. Vid denna tidpunkt hade man förgäves försökt stoppa sanddreven med hjälp av vindskydd.
År 1724 intensifierades ansträngningarna för att rädda området. Tysken Johan Ulrich Röhl anlitades för att leda arbetet. Böhls metod innebar att tång flyttades från stranden för att läggas på sanden. Tanken var att motverka erosionen och samtidigt behålla fukten. Dessutom grävdes diken, man satte upp staket och planterade strandråg. Under 1730-talet misslyckades ansträngningarna för att stoppa sandflykten och Röhl avskedades på grund av sin hårdhänta behandling av arbetarna.
I början av 1800-talet började man att plantera det under denna tid karga området med skog. De varierande markförhållanden innebar att man var tvungen att plantera olika arter av träd. På de platser som var täckta med jord kunde man plantera bok och ek, medan gran och tall var de enda trädslag som trivdes på de sandiga markerna. Drygt hundra år senare, i början av 1920-talet, var hela området mellan Liseleje och Tisvilde täckt av skog.

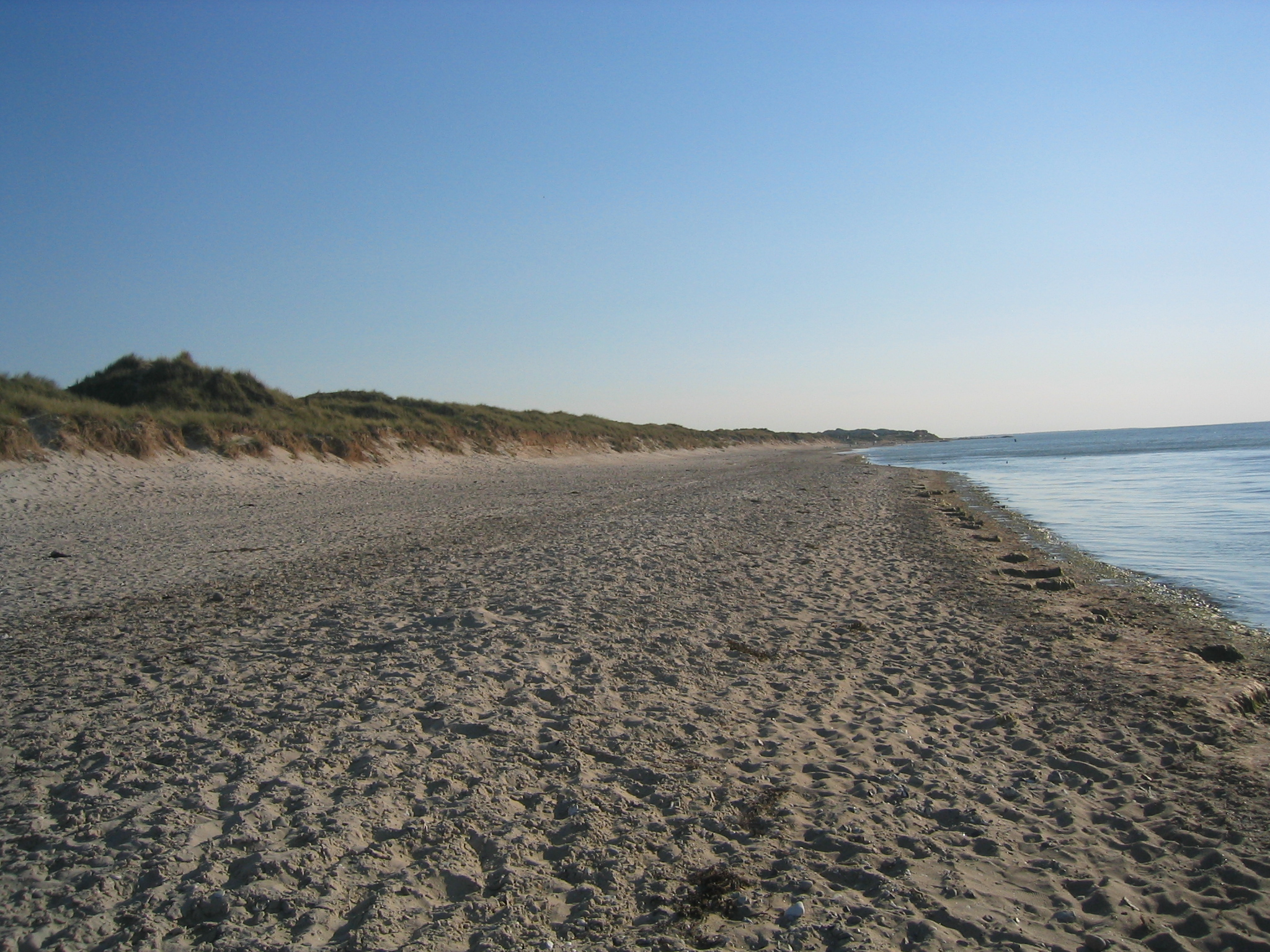
Stranden utanför Melby hed